# 矛狀銼甲鯰
矛狀銼甲鯰，為輻鰭魚綱鯰形目甲鯰科的其中一種，為熱帶淡水魚，分布於南美洲巴西和祕魯境內的亞馬遜河流域，巴拉圭河上游的支流Rio Taquari，體長可達9.5-13公分，棲息在底層水域，生活習性不明，可作為觀賞魚。

## 扩展阅读
維基物種上的相關：矛狀銼甲鯰